# 1780-talet

Franska revolutionen 1789.

## Händelser
- 3 september 1783 - Storbritannien erkänner USA som självständig stat.
- 14 juli 1789 - Franska revolutionen utbryter.
- Enskiftet införs på Svaneholms slott i Skåne.

## Födda
- Charlotte Seuerling (född 1782 eller 1784), svensk tonsättare och harpist

## Avlidna
- 14 december 1788 – Karl III av Spanien, kung av Spanien.